# 고로마루 아유무

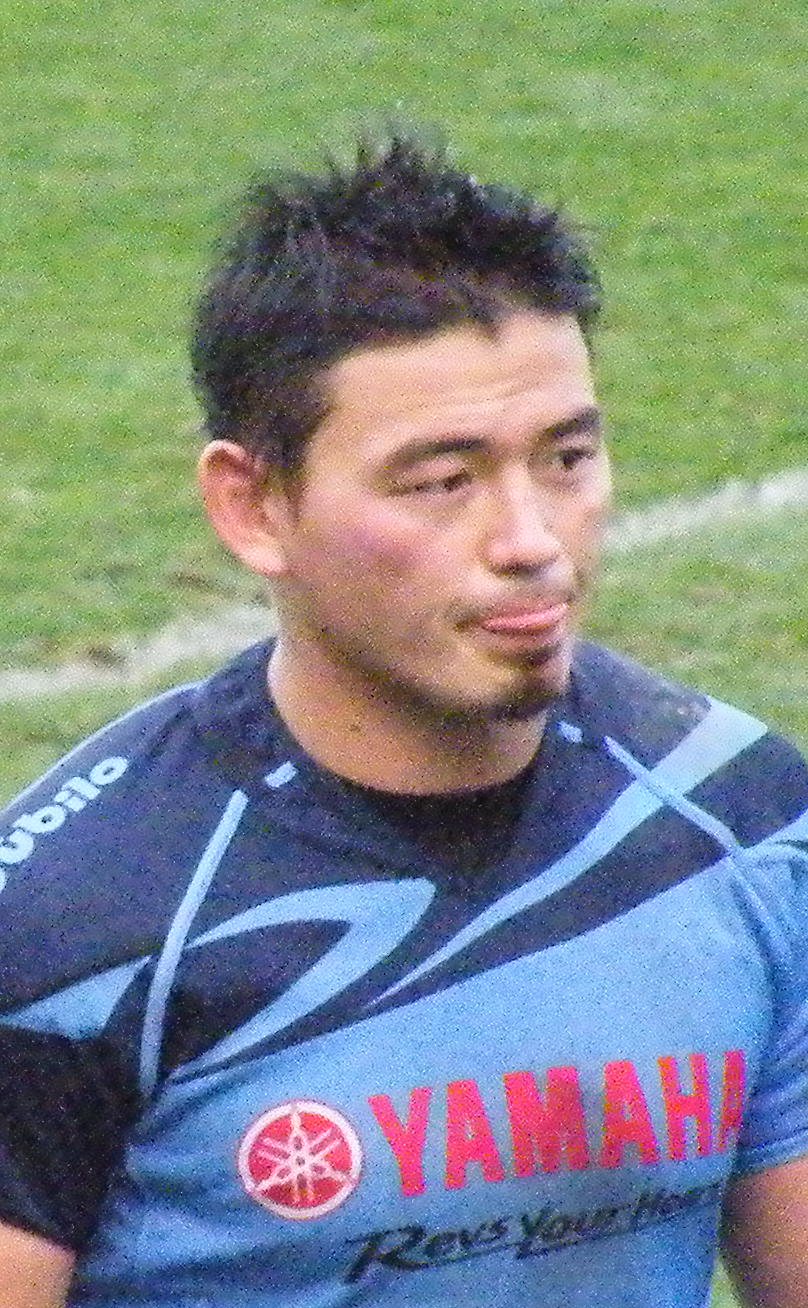
2014년의 고로마루 아유무

고로마루 아유무(五郎丸歩, 1986년 3월 1일 ~ )는 일본의 남자 럭비 유니언 선수였다. 2020년 12월 9일, 2021년 시즌 종료로 현역 은퇴를 하였다. 2022년 4월, 와세다 대학교 대학원 스포츠학 연구과에 입학하였다.